# Zijkanaal A (Noord-Holland)

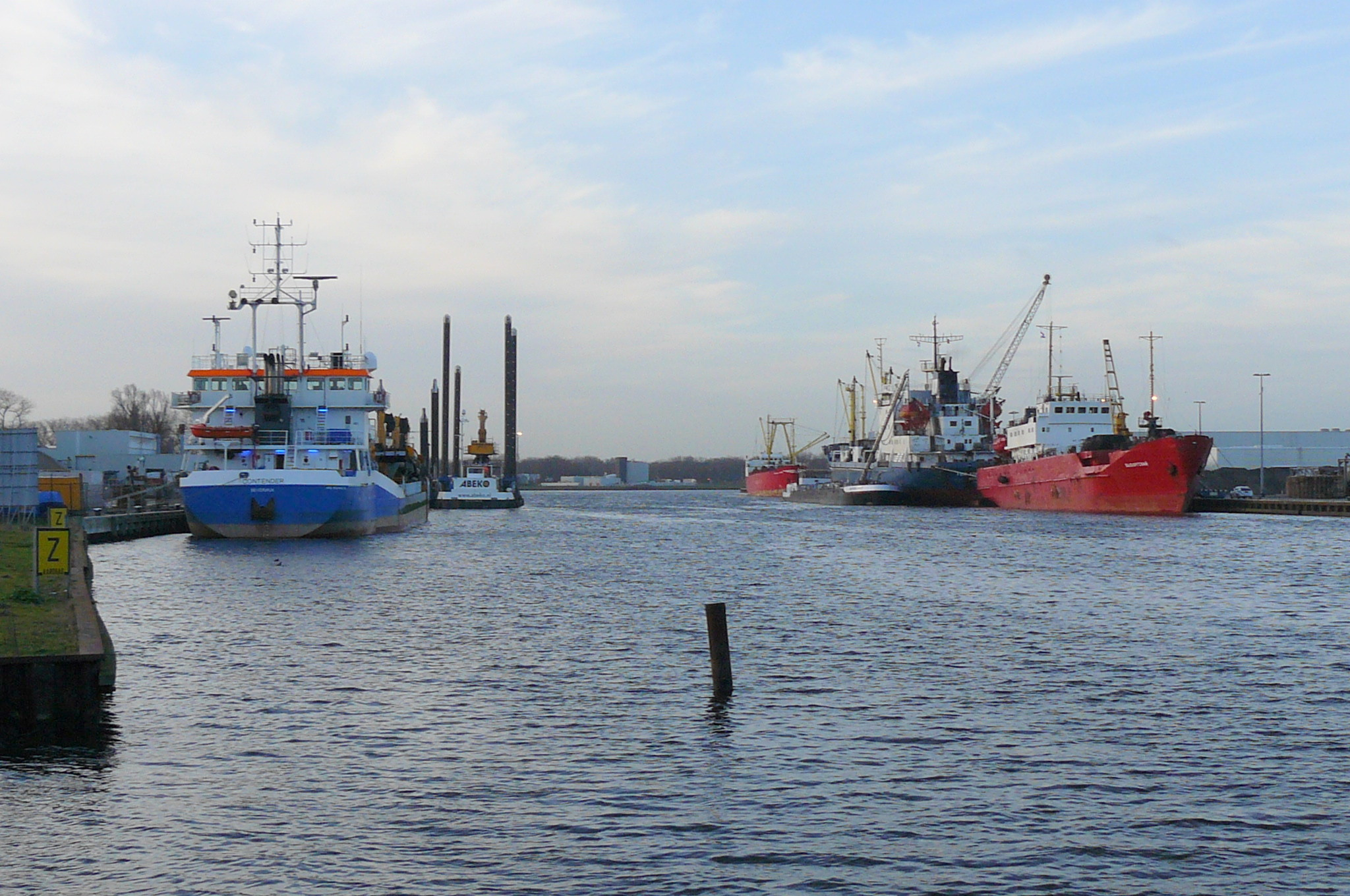
Zijkanaal A. De foto is in 2015 naar het zuiden genomen en aan het einde ligt het Noordzeekanaal.

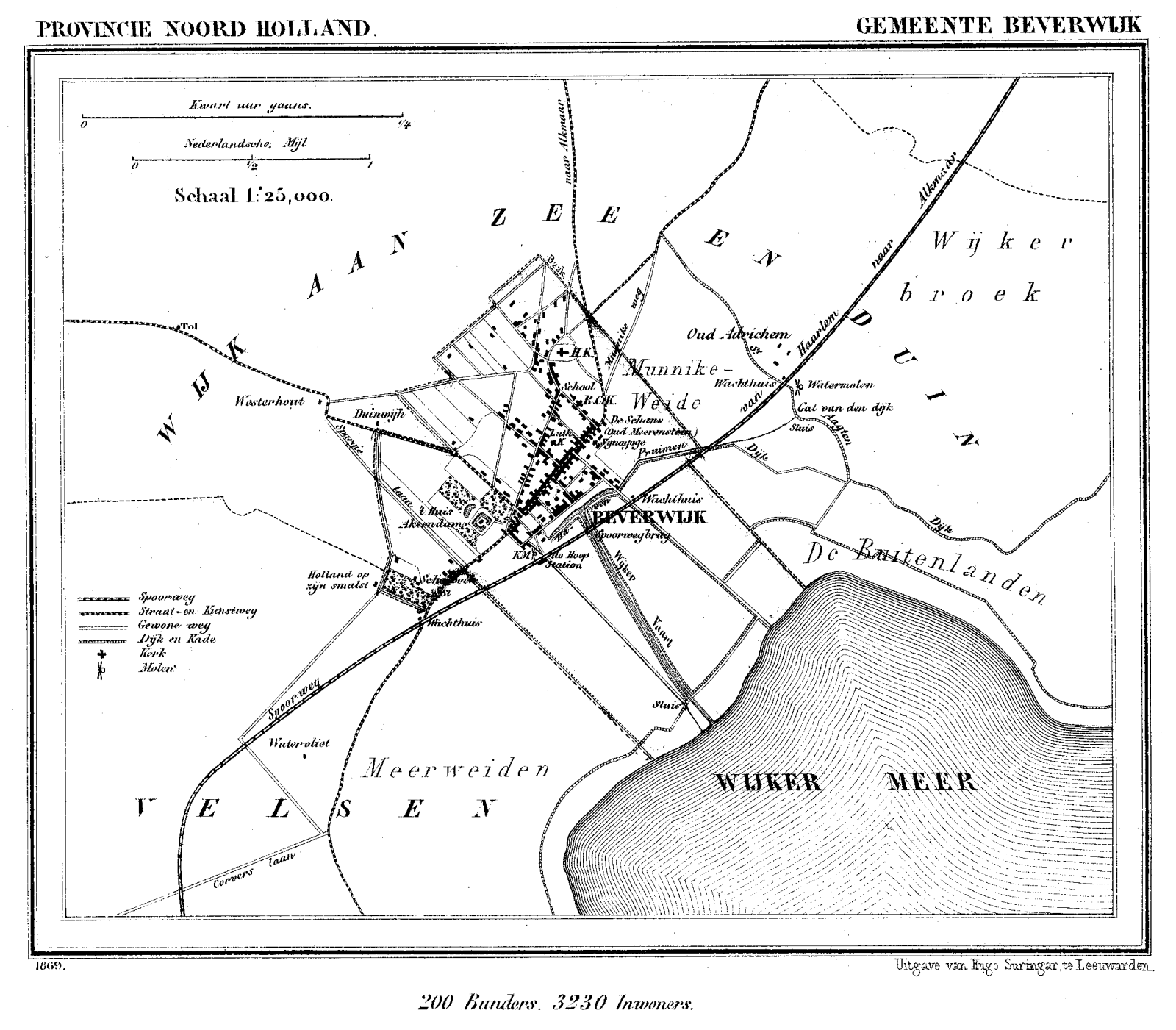
Kaart Beverwijk uit 1869. De Pijp heet hier nog Wijker Vaart en de spoorbrug sluit al de haven af voor grote schepen.

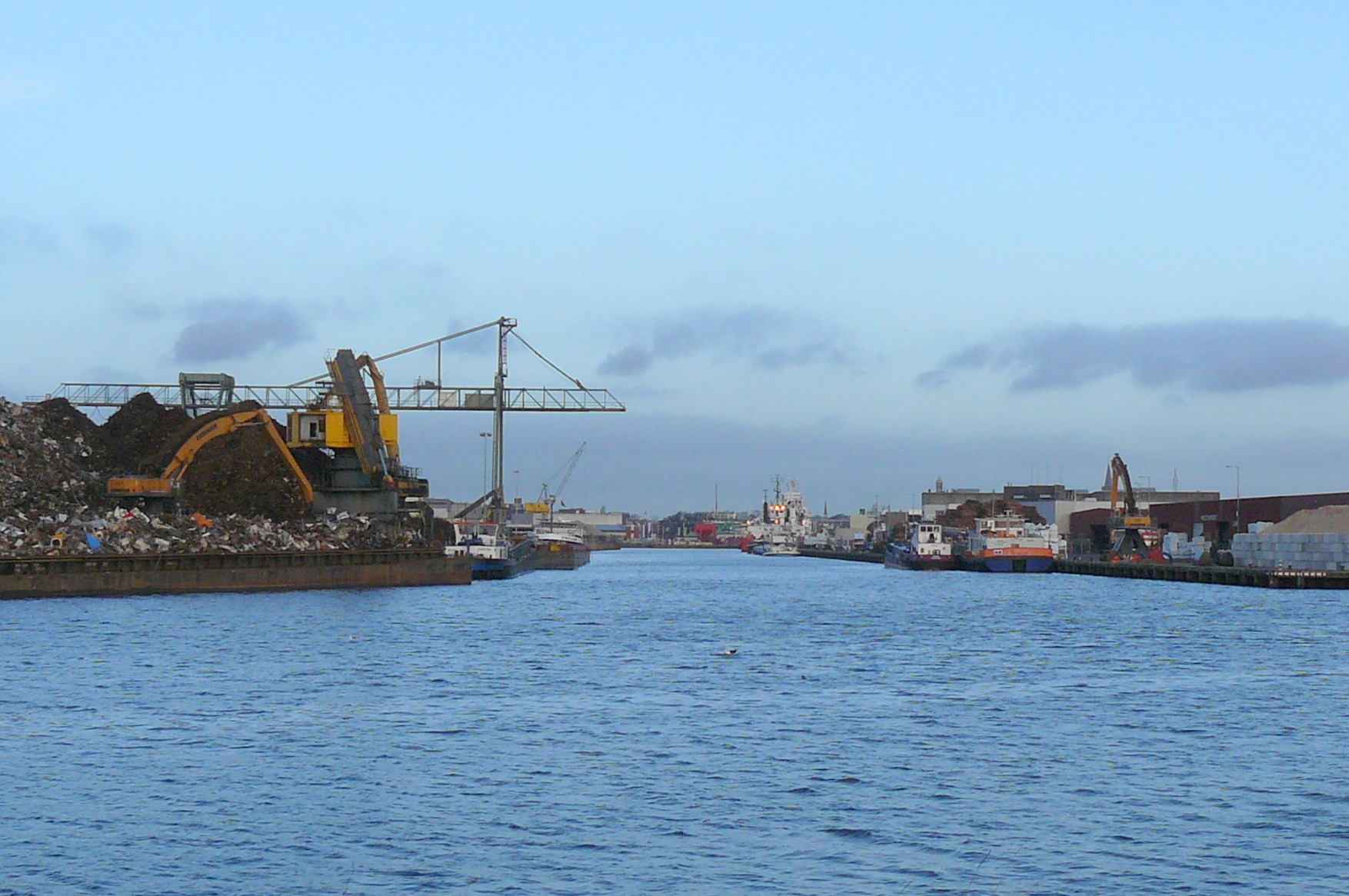
Vanuit het Noordzeekanaal komt het Zijkanaal A uit in de zwaaikom en buigt af naar het noordwesten. Dit gedeelte heet De Pijp.

Zijkanaal A verbindt de haven van Beverwijk (De Pijp) met het Noordzeekanaal. Het kanaal is aangelegd in 1876, gelijktijdig met het graven van het Noordzeekanaal. Het zijkanaal is ongeveer 1 kilometer lang.

## De Pijp
De Pijp is tegenwoordig de zeehaven van Beverwijk. In de 16e eeuw werd een kanaal van het Wijkermeer naar de haven van Beverwijk aangelegd. Dit kanaal werd De Pijp genoemd. Met de aanleg van het Noordzeekanaal werd de Wijkermeer ingepolderd. Het Zijkanaal A werd de nieuwe toegangsweg naar De Pijp. Na 1900 werd de tuinbouw belangrijk in Beverwijk en veel producten werden via de haven vervoerd naar onder andere Amsterdam. De aanleg van een spoorlijn tussen Haarlem en Uitgeest over De Pijp blokkeerde de haven voor grote schepen vanwege de beperkte doorvaarthoogte onder de spoorbrug. Grote schepen bleven aan de kade van De Pijp. Dit havengebied met 700 meter kade is nu toegankelijk voor binnenvaart- en zeeschepen tot een diepgang van 9 meter.

## Inundatiekanaal
Een andere reden van aanleg was dat het zijkanaal als inundatiekanaal kon fungeren voor de Stelling van Amsterdam. Het water stroomde verder naar het noorden langs het Fort aan de St. Aagtendijk en zette delen van het noordwestfont van de Stelling onder water.
Verder ligt Fort bij Velsen aan de oostoever van het zijkanaal op de hoek met het Noordzeekanaal. Met Fort Zuidwijkermeer en Fort bij IJmuiden had het de taak de toegang tot de Noordzee en het Noordzeekanaal, het grootste acces en een directe ontsluiting tot Amsterdam, te bewaken.
Zijkanaal A · Zijkanaal B · Zijkanaal C · Zijkanaal D · Zijkanaal E · Zijkanaal F · Zijkanaal G · Zijkanaal H · Zijkanaal I · Zijkanaal J · Zijkanaal K